# Чемпионат Бразилии по кёрлингу среди смешанных пар
Чемпионат Бразилии по кёрлингу среди смешанных пар (порт. Campeonato Brasileiro de Curling de Duplas Mistas) — ежегодное соревнование бразильских смешанных парных команд по кёрлингу (команда должна состоять из одного мужчины и одной женщины; см. Mixed doubles curling). Проводится с сезона 2015—2016. Организатором является Федерация ледовых видов спорта Бразилии (порт. Confederação Brasileira de Esportes no Gelo, англ. Brazilian Ice Sports Federation).
Чемпионат проводится в ноябре. Поскольку арен для кёрлинга достаточно высокого качества в Бразилии (по состоянию на 2018 год) ещё нет, первые чемпионаты проводились в Канаде, где проживают и основные бразильские кёрлингисты.
Победитель чемпионата получает право до следующего чемпионата представлять Бразилию на международной арене как её смешанная парная сборная по кёрлингу.

## Годы и команды-призёры
| Год  | Даты и город проведения                       | Золото                                 | Серебро                                      | Бронза                                     |
| 2015 | ? — ? декабря Ванкувер Vancouver Curling Club | жен.: Aline Lima муж.: Marcelo Mello   | жен.: ? муж.: ?                              | жен.: ? муж.: ?                            |
| 2016 | 22—26 ноября Ванкувер Vancouver Curling Club  | жен.: Анна Сибуя муж.: Марсиу Серкинью | жен.: Isis Oliveira муж.: Filipe Nunes       | жен.: Aline Lima муж.: Marcelo Mello       |
| 2017 | 15—19 ноября Ванкувер Vancouver Curling Club  | жен.: Aline Lima муж.: Марсиу Серкинью | жен.: Alessandra Barros муж.: Scott McMullan | жен.: Лусиана Баррелла муж.: Marcelo Mello |

## Медальный зачёт по игрокам
(вне зависимости от пола игрока; данные с учётом итогов чемпионата сезона 2017—2018)
| Кёрлингист                   | 1 | 2 | 3 | Всего |
| ---------------------------- | - | - | - | ----- |
| Aline Lima (Aline Goncalves) | 2 |   | 1 |       |
| Марсиу Серкинью              | 2 |   |   |       |
| Marcelo Mello                | 1 |   | 2 |       |
| Анна Сибуя                   | 1 |   |   |       |
| Alessandra Barros            |   | 1 |   |       |
| Scott McMullan               |   | 1 |   |       |
| Filipe Nunes                 |   | 1 |   |       |
| Isis Oliveira                |   | 1 |   |       |
| Лусиана Баррелла             |   |   | 1 |       |